# Mycalesis seriphus
Mycalesis seriphus är en fjärilsart som beskrevs av Hans Fruhstorfer 1911. Mycalesis seriphus ingår i släktet Mycalesis och familjen praktfjärilar. Inga underarter finns listade i Catalogue of Life.